# Мерилин Хюсън
Мерилин Адамс Хюсън (на английски: Marillyn Adams Hewson) е американска бизнесдама.
Родена е на 27 декември 1953 година в Джънкшън Сити, щата Канзас. Завършва икономика в Алабамския университет и след 4 години работа в Бюрото за трудова статистика, през 1983 година започва работа във водещия производител на военно оборудване „Локхийд“. През следващите години постепенно се издига в йерархията, като през 2012 година става изпълнителен директор на „Локхийд Мартин“, а година по-късно и председател на борда на директорите. От 15 юни 2020 година се оттегля от поста изпълнителен директор, като остава председател на борда на директорите с оперативни функции.